# Nairobi Challenger 1983
Il Nairobi Challenger 1983 è stato un torneo di tennis facente parte della categoria ATP Challenger Series nell'ambito dell'ATP Challenger Series 1983. Il torneo si è giocato a Nairobi in Kenya dal 7 al 13 febbraio 1983 su campi in terra rossa.

## Vincitori

### Singolare
Michiel Schapers ha battuto in finale  John Austin con il punteggio di 6–3, 6–4

### Doppio
John Austin /  Larry Stefanki hanno battuto in finale  Phil Lehnhoff /  MarkWagner con il punteggio di 6–2, 6–3